# Andre in het Veld

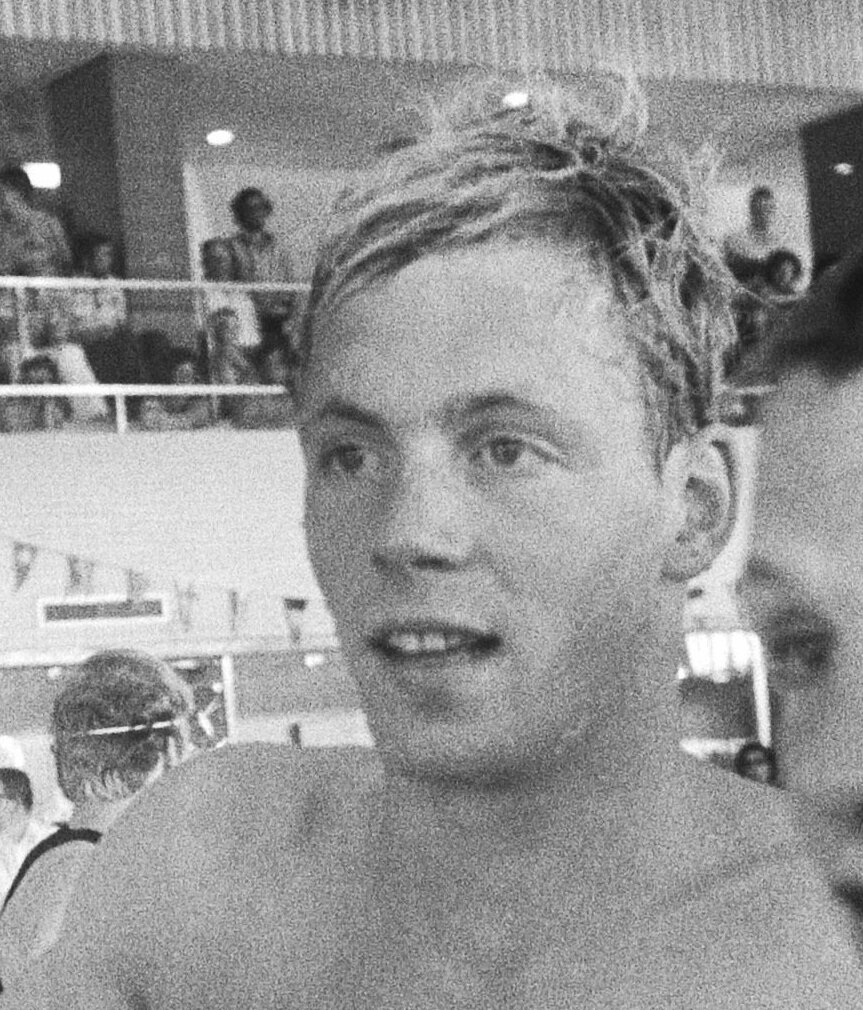
Andre in het Veld (in 1976)

Andre in het Veld (Loughlinstown (Ierland), 6 maart 1958) is een voormalig topzwemmer op de vrije slag, die namens Nederland eenmaal deelnam aan de Olympische Spelen: Montreal 1976.
Bij dat toernooi kwam In het Veld niet verder dan de 32ste tijd (met een PR van 1.57,60) op zijn enige individuele nummer, de 200 meter vrije slag, en daarmee werd hij dus uitgeschakeld voor de finale. Met de estafetteploeg op de 4x200 meter vrije slag daarentegen drong hij wel door tot de finale, waarin het team - verder bestaande uit Karim Ressang (startzwemmer), René van der Kuil (tweede zwemmer) en Henk Elzerman (slotzwemmer) - uiteindelijk beslag legde op de zesde plaats met een tijd van 7.42,56.
Het was voor de eerste keer in de olympische geschiedenis dat Nederland de finale bereikte van de 'klassieke estafette', al kwam daar wel enig geluk bij kijken; de ploeg eindigde in de series als negende en werd daarmee dus uitgeschakeld, maar door de diskwalificatie van gastland Canada mocht het Nederlandse kwartet alsnog deelnemen aan de finale.
In het Veld (lid van het Almelose ZPA) zwom sinds 1972 als 14-jarige in de Nederlandse jeugdselectie en kwam als aspirant diverse keren uit voor de nationale ploeg. Trainers waren Peter de Visser en Joop Rijssemus.
Hij was in 1977 enige tijd in het bezit van vier nationale records op de korte baan (25m):
100 vrije slag: 0.52.71 (Invitatiewedstrijd Bremen, 6 maart 1977, geëvenaard NK Amsterdam 13 maart 1977)
200 vrije slag: 1.52.7 (Sportpark Almelo, juni 1976)
100 vlinderslag: 0.57.76 (Invitatiewedstrijd Bremen, 5 maart 1977)
200 vlinderslag: 2.05.39 (Invitatiewedstrijd Bremen, 6 maart 1977)
Het enige nationale record dat In het Veld veroverde op de lange (50m) baan was dat op de 100 meter vrije slag, de 54.35 gezwommen tijdens de Coca Cola meet in Leeds (april 1976) betekende een evenaring van het record dat lange tijd op naam stond van Bob Schoutsen.
In 1978, enige weken voor de selectiewedstrijden voor de WK in Berlijn, kreeg hij een motorongeluk (beenbreuk op twee plaatsen) en gaf daarna de topsport op internationaal niveau op.
Hij bleef op nationaal niveau doorgaan met de zwemsport, vertrok in 1990 uit woonplaats Almelo naar Velp en behaalde na een weddenschap met een oud-clubgenoot in 1993 na 1 jaar flink trainen een verdienstelijke bronzen medaille op de nationale zwemkampioenschappen in Dordrecht. Op zijn favoriete afstand, de 200 meter vlinderslag reikte hij daarbij in de finale tot 2.10.33, dit keer als lid van de Arnhemse zwemvereniging ESCA.
Toen deze zwemselectie uit elkaar viel ten gevolge van diverse trainerswisselingen, ging In het Veld ook aan de wandel en kwam achtereenvolgens bij ZVW'74 (in zijn woonplaats Westervoort), PFC Rheden en bij Aquapoldro in Apeldoorn, totdat een conflict met de zwemcommissie aldaar een einde aan de zwemloopbaan betekende.
PR's op 25m baan:
- 50 vrij: 0.24.35 (1977 en 1978)
- 100 vrij: 0.52.71 (1977 Bremen en Amsterdam)
- 200 vrij: 1.52.7 (1976 Almelo)
- 400 vrij: 4.03.66 (1977 Bremen)
- 800 vrij: 8.40.5 (1977 Haarlem)
- 1500 vrij: 16.50.5 (1977 Wierden)
- 50 vlinder: 0.25.7 (1977)
- 100 vlinder: 0.57.76 (1977 Bremen)
- 200 vlinder: 2.05.39 (1977 Bremen)
- 200 wissel: 2.13.4 (1978 Uden)
- 400 wissel: 4.48.9 (1978 Almelo)
- 100 rug: 1.04.2 (1975 Hengelo)
- 200 rug: 2.18.2 (1975 Almelo)